# Batikbotia
Batikbotia (Mesonoemacheilus triangularis) är en sötvattenslevande fisk i familjen nissögefiskar som finns i Indien. Den är även en populär akvariefisk. Arten kallas också batikgrönling.

## Utseende
Som alla grönlingar är batikbotian en avlång fisk med nedåtriktad mun som omges av flera skäggtömmar. Den är mönstad i omväxlande mörka och ljusa orangebruna fält, som anses påminna om batikfärgat tyg, därav namnet. Arten blir knappt 6 cm lång.

## Vanor
Batikbotian lever i klara, syrerika bäckar och mindre floder med sand- eller grusbotten och ingen eller liten växtlighet. Vattendragen är däremot ofta skuggade av landväxter. Den är en livlig, revirhävdande fisk. Arten leker från maj till augusti.

## Utbredning
Arten finns i delstaten Kerala och Kanniyakumaridistriktet i delstaten Tamil Nadu i Indien.

## Akvariefisk
Batikbotian behöver ett akvarium med sand- eller grusbotten, flera gömställen och välventilerat vatten med ett pH mellan 7 och 7,5 samt en temperatur mellan 20 och 26°C. Vattenkvaliteten är viktig, och mellan 30 och 50% av vattnet bör bytas varje vecka.
Arten har odlats i fångenskap.

### Föda
Lämplig föda är fjädermygglarver, pungräkor och saltkräftor.